# シグナル (テレビドラマ)
『シグナル』（朝: 시그널）は、2016年1月22日から同年3月12日にかけて、韓国のtvNで放送されたテレビドラマである。2018年4月期にカンテレ（関西テレビ）制作・フジテレビ系にて、『シグナル 長期未解決事件捜査班』のタイトルでリメイクされた。
実際に起こった未解決事件、集団強姦事件、韓国の社会問題等をモチーフにしているとの向きもある。

## あらすじ
警察のプロファイラー・パク・ヘヨンはある日、15年前の未解決事件を追うイ・ジェハン刑事から、壊れた無線機を通じてその未解決事件の有力な手がかりを教えられる。
時効まであと数日のところでかつてのジェハンの後輩・チャ・スヒョン刑事と共に事件を解決することに成功する。
その後もヘヨンはジェハンと交信を続けていくうちに、彼が過去の人間であることに気付く。一方でスヒョンは、15年前に失踪したジェハンの行方を捜し続けている。

## 登場人物

### 長期未解決事件専門チーム
パク・ヘヨン
演 - イ・ジェフン
プロファイラー。
壊れた無線機を通じて過去の世界の刑事・イ・ジェハンと交信し、共に事件を解決していく。
チャ・スヒョン
演 - キム・ヘス
刑事・チーム長。
ジェハンに対して秘かに好意を抱いており、彼が謎の失踪を遂げた後も、長年捜査し続けている。
キム・ケチョル
演 - キム・ウォネ
刑事。人探しが得意。
チョン・ホンギ
演 - イ・ユジュン
証拠物鑑識要員。

### 警視庁
イ・ジェハン
演 - チョ・ジヌン
捜査班・刑事。
壊れた無線機を通じて未来を生きるヘヨンと交信し、共に事件を捜査する。
アン・チス
演 - チョン・ヘギュン
係長。
キム・ボムジュ
演 - チャン・ヒョンソン
捜査局長。

### 事件のキーパーソン
キム・ジヌ
演 - イ・サンヨブ
チャン・ヨンチョル
演 - ソン・ヒョンジュ

## スタッフ
- 演出 - キム・ウォンソク
- 助演出 - イソ・ジェジュン、キム・エジ
- 脚本 - キム・ウニ
- 音楽 - キム・ジュンソク、バク・ソンイル
- 製作 - A Story
- 企画 - チェジンフイ、パク・ジヨン
- 責任プロデューサー - イ・チャノ
- プロデューサー - イ・ジェムン、パク・ウンギョン
- 編集 - キム・ナヨン
- 撮影 - チェ・サンムク、イ・ジュヨン

## 受賞歴

### 2016年
- 第52回百想芸術大賞
  - テレビ部門ドラマ作品賞
  - テレビ部門女性最優秀演技賞 - キム・ヘス
  - テレビ部門脚本賞 - キム・ウニ
- 第5回アジア太平洋スターアワード
  - 中編ドラマ男性最優秀賞 - チョ・ジヌン
  - 作家賞 - キム・ウニ
- 第1回tvN10アワード
  - ドラマ演技大賞 - チョ・ジヌン
  - 女優賞 - キム・ヘス
  - アワーズディレクターチョイス - イ・ジェフン
- アジアアーティストアワード ドラマ部門大賞 - チョ・ジヌン

## リメイクテレビドラマ（日本版）
2018年4月10日から6月12日までカンテレ（関西テレビ）制作・フジテレビ系の「火曜21時枠」で『シグナル 長期未解決事件捜査班』のタイトルで放送された。主演はテレビドラマ初主演の坂口健太郎。
劇場版が2021年4月2日公開。2021年3月30日、原作の人気＆クオリティが高かったエピソードをリメイクしたスペシャルドラマが放送された。